# Colville Channel
Der Colville Channel ist der östlichste von drei Kanälen, die den Hauraki Gulf in Neuseeland mit dem Pazifischen Ozean verbinden. Er liegt nordöstlich von Auckland und befindet sich zwischen dem Südende der Insel Great Barrier Island und Cape Colville an der Nordspitze der Coromandel Peninsula. Die winzige Insel Channel Island liegt mitten im Kanal.
Die zwei anderen Kanäle sind der Cradock Channel und der Jellicoe Channel.